# ジェイソン・リー (伝道師)
ジェイソン・リー（英:Jason Lee、1803年6月28日 - 1845年3月12日）は、カナダのケベック州スタンステッド近くの農園で生まれた、アメリカ合衆国の伝道師、開拓者である。オレゴン宣教師団の最初の者となり、オレゴン・カントリーに暫定政府初期基盤を確立することに貢献した。

## 初期の経歴
リーは村の学校に通い、13歳の時までに自立するようになった。メソジストへの改宗を経験した後で、ウィルブラハム・アカデミーに入学し、1830年に卒業した。1830年と1832年の間は、スタンステッド地域の牧師となり、学校で教えた。

## 伝道
リーは1833年、フラットヘッド族インディアンに向けた宣教師団の長に選ばれた。リーとその1隊には甥のダニエル・リーも含まれており、ナサニエル・ワイエスの1隊と共に山岳地を旅し、1834年にバンクーバー砦に到着した。それは、フラットヘッド族の者4名がミズーリ州セントルイスを訪れて、フラットヘッド族の人々にお告げの中で予言された「神の書」を携えた誰かを送ってくれるようにクラーク将軍に懇願したことへの対応だった。最初に選んだ伝道所は健康によくないとして放棄した後、現在のオレゴン州セイラムの北西、ウィラメット川沿いの地に入植した。リーはおよそ1ダースのカナダ人開拓者に、以前はハドソン湾会社に雇われていた先住民の妻を見つけた。
1837年初期、リーは伝道所の牛を購入する為にユーイング・ヤングと共にウィラメット牛会社に参加した。この地域の牛を独占していたハドソン湾会社の独占を破るよう考えたその事業に投資したからだった。リーはその会社をカリフォルニアに連れて行く帆船ロリオットに乗船したが、一緒に航海はしなかった。リーは、1836年さらには1837年にも領土政府設立の請願書起草に貢献し、1838年には東部に旅してワシントンD.C.に請願書を届け、途中でワラワラ砦に近いホイットマン伝道所に立ち寄って、マーカスとナルシーサのホイットマン夫妻と会った。
リーは1830年代の間に伝道所の設立を続け、次第にオレゴン開拓地の領土組織化のために活動するようになり、アメリカ合衆国との連携を奨励した。1841年から1843年にシャンポーグで開催された領土組織化の予備会合を主宰し、暫定政府の設立を提唱した。また、教育の促進のために働き、オレゴン・インスティチュート（現在のウィラメット大学）設立に繋がる計画を作った。先住民族に対する教育を無視することなど宣教団との問題もあって、1844年にニューヨークの教団本部に戻った。

## 死と遺産
リーはスタンステッドの姉妹を訪れているときに健康を害し、1845年3月12日に死去。その遺体は1906年にオレゴン州セイラムのリー宣教団墓地に移葬された。
1841年にリーが使っていた家屋がミッションミル博物館の一部として保存されている。
1953年、オレゴン州はワシントンD.C.アメリカ合衆国議会議事堂の国立彫像ホール・コレクションにリーの青銅像を寄贈した。
ワシントン州リッチランドとオレゴン州ポートランドの各小学校、およびワシントン州バンクーバーの中学校は、リーにちなんで名付けられた。